# Juan que reía
 Juan que reía es una película de Argentina filmada en GevaColor dirigida por Carlos Galettini según el guion de Oscar Viale y Jorge Goldenberg que se estrenó el 15 de julio de 1976. Protagonizada por Luis Brandoni y Luisina Brando. Coprotagonizada por Rudy Chernicoff, Cacho Espíndola, Gianni Lunadei, Enrique Pinti, Tina Serrano, Catalina Speroni y Oscar Viale. También, contó con las actuaciones especiales de Federico Luppi, Tono Andreu y los primeros actores Dringue Farías y Ana María Campoy. 
Fue la última película del actor Dringue Farías.

## Sinopsis
El robo del auto recién comprado por un vendedor para trabajar significa el comienzo de una tragedia que lo llevará a la autodestrucción.

## Reparto
Colaboraron en el filme los siguientes intérpretes:
- Luis Brandoni … Juan Libonatti
- Luisina Brando … Betty
- Ana María Campoy … Gloria
- Dringue Farías … Benito Bevilacqua
- Federico Luppi … Sr. Baiocco
- Tina Serrano … Elena
- Catalina Speroni … Nilda
- Ana María Giunta … Minga
- Enrique Pinti … Jorgito
- Rudy Chernicoff
- Carlos Moreno … Diariero
- Tono Andreu … Doctor
- Emilio Vidal … Don Luis
- Gianni Lunadei
- Marta Roldán
- María Esther Corán
- Héctor Ugazio
- Omar Fanucchi
- Néstor Francisco
- Luis Linares
- Roberto Carnaghi
- Cacho Espíndola
- Alberto Fernández de Rosa
- Oscar Viale
- Rubén Fratto
- Juan Buryúa Rey
- Horacio Denner
- Carlos Pedernera
- Enrique Latorre
- Ana María Castel
- Tito Barceló
- Patricia Mancilla
- Morena Jara
- Natalio Vilches
- Marcelo Alfaro
- Evangelina Massoni

## Comentarios
Carlos Ferreira en Hoy escribió:

”Para engrosar la galería de films que son algo más que estimables. Porque también serán recordables… Fresca expresión porteña.”

La Nación opinó:

”Galettini parece moverse con mayor soltura en el aspecto verista del relato… En lo farsesco no logra mantener el equilibrio requerido… Seria búsqueda de  una línea expresiva que combina hábilmente lo comercial y lo artístico.”

Manrupe y Portela escriben:

”Buena descripción de una pequeña tragedia, con actuaciones destacables y sensibilidad en la dirección. La primera y mejor película del director”